# Seilbahn Constantine

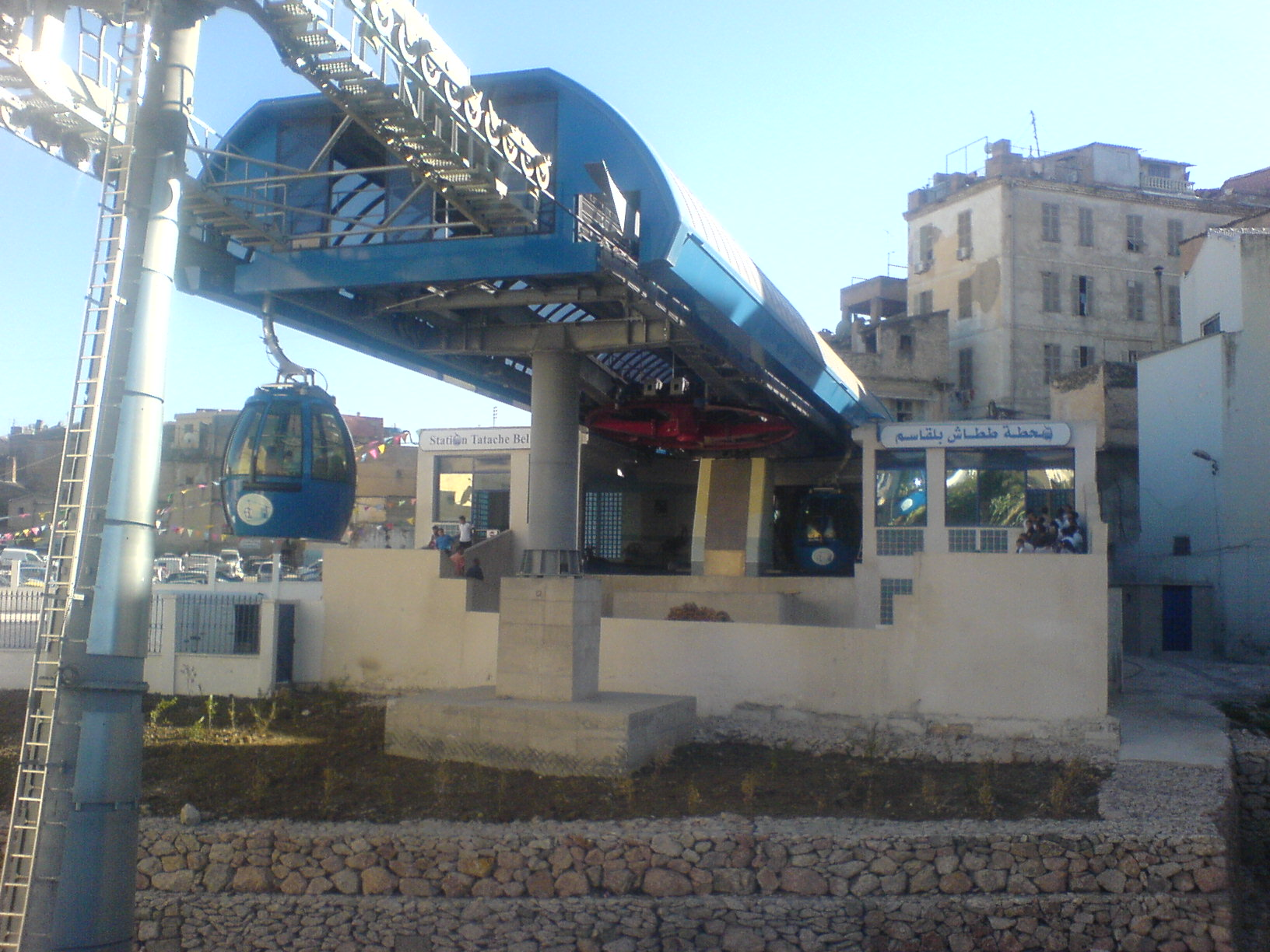
Station Tatache Belkacem

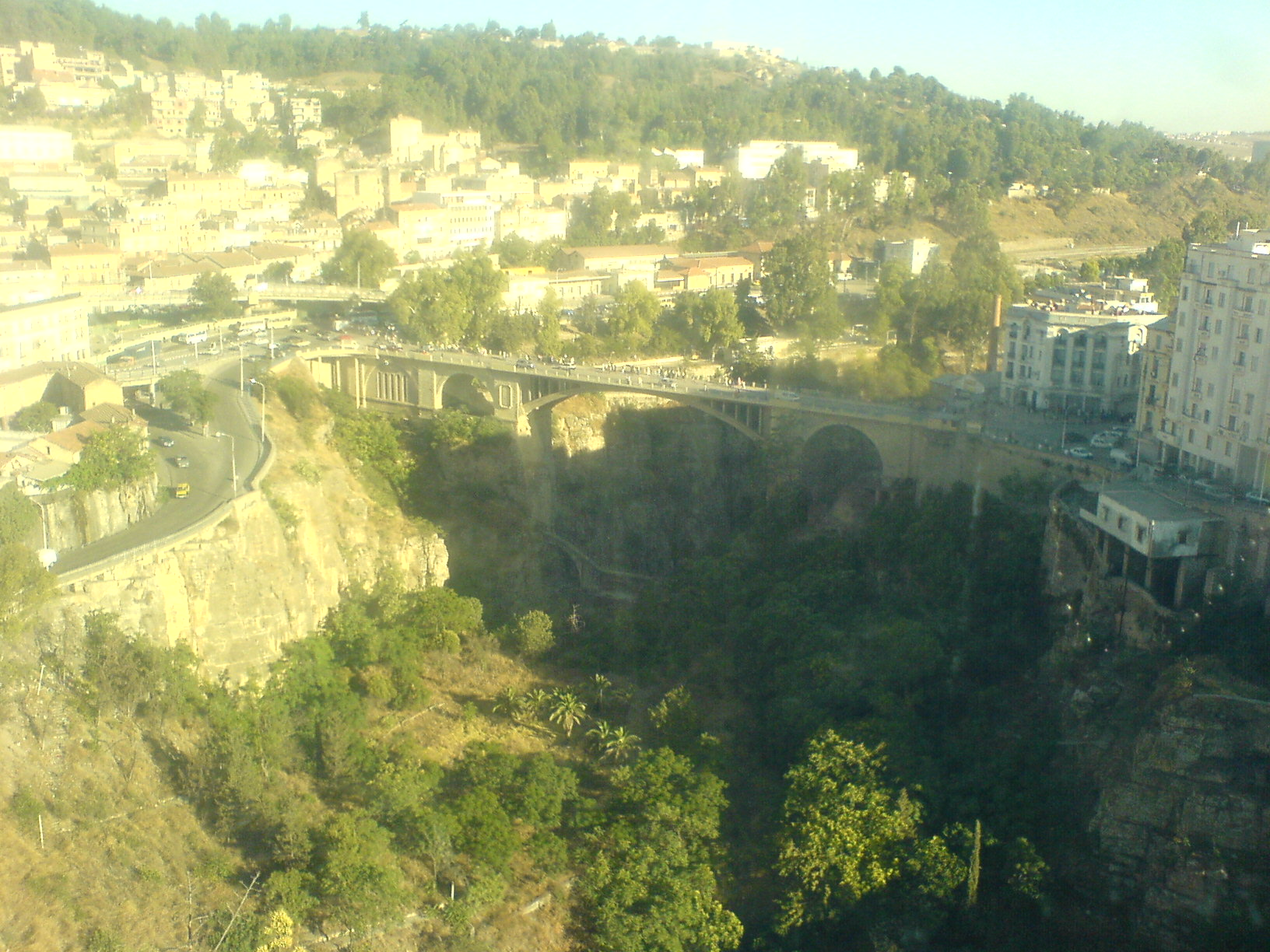
Blick aus der Kabine

Die Seilbahn Constantine (franz.: Le téléphérique de Constantine oder La télécabine de Constantine) ist eine Luftseilbahn in Constantine (Algerien), die die Altstadt mit dem Universitätskrankenhaus Benbadis und dem Stadtviertel Cité Emir Abdelkader verbindet und Teil des öffentlichen Personennahverkehrs ist. Sie überwindet die mehr als 100 Meter tiefe Schlucht des Oued Rhumel und bietet Aussicht auf einige Flussbrücken und über das weite Land jenseits der Stadtgrenze.

## Beschreibung
Die Gondelbahn beginnt in der Altstadt an der Place Tatache Belkacem, führt 345 Meter weit über die mehr als 100 Meter tiefe Schlucht des Oued Rhumel hinweg zur Mittelstation am Krankenhaus und fährt weiter über dicht bebautes Gebiet zur 1280 Meter entfernten „Bergstation“ Tannoudji bei der Cité Emir Abdelkader. Die gesamte Strecke ist somit 1633 Meter lang, der Höhenunterschied beträgt 89 Meter.
Die Bahn hat 33 Kabinen mit je 15 Plätzen. Bei einer maximalen Geschwindigkeit von sechs Metern in der Sekunde (21,6 km/h) hat sie eine Förderleistung von 2400 Personen pro Stunde.
Der Antrieb befindet sich in der Bergstation, die Spannvorrichtung in der Station in der Altstadt. Das Förderseil mit einem Durchmesser von 52 Millimetern läuft über zehn Seilbahnstützen, drei in der ersten und sieben in der zweiten Sektion.
Bauherr der im Juni 2008 eröffneten Seilbahn war die Entreprise du métro d’Alger, die bereits Erfahrungen aus dem Bau der Seilbahnen von Algier hatte. Die Seilbahn wurde von der hier mit ihrer Schweizer Firma Garaventa auftretenden Doppelmayr/Garaventa Group geliefert und montiert, die Bauarbeiten wurden von algerischen Firmen ausgeführt. Besondere Anforderungen stellten die Montage der Seilbahnstützen, die nicht wie üblich mit dem Hubschrauber aufgestellt werden konnten, da dessen Abwind Schäden in dem dicht bebauten Gebiet verursacht hätte, und der Seilzug zwischen den Häusern hindurch.
Die Seilbahn wird vom städtischen Verkehrsunternehmen Entreprise de transport de Constantine (ETC) betrieben. Sie wurde zusammen mit den Gondelbahnen in Tlemcen und Skikda ausgeschrieben, die in gleicher Bauart etwa zur selben Zeit gebaut wurden. Inzwischen werden in Constantine zwei weitere Seilbahnen geplant.